# باوردال (آیووا)
باوردال (به انگلیسی: Beaverdale) شهری در ایالت آیووا کشور ایالات متحده آمریکا است که جمعیت آن در سرشماری سال ۲۰۱۰ میلادی، ۹۵۲ نفر بوده‌است.